# Về nhà đi con
Về nhà đi con (tên cũ:Nước mắt của gà trống) là một bộ phim truyền hình được thực hiện bởi Trung tâm Phim truyền hình Việt Nam, Đài Truyền hình Việt Nam do Nguyễn Danh Dũng làm đạo diễn. Phim phát sóng vào lúc 21h00 bắt đầu từ ngày 8 tháng 4 năm 2019 và kết thúc vào ngày 12 tháng 8 năm 2019 trên kênh VTV1.

## Nội dung
Lấy cảm hứng từ tác phẩm Khi người đàn ông góa vợ bật khóc, Về nhà đi con xoay quanh câu chuyện về ba chị em gái Thu Huệ (Thu Quỳnh), Anh Thư (Bảo Thanh) và Ánh Dương (Bảo Hân). Cả ba người đều mồ côi mẹ từ thuở nhỏ; mỗi người trong số họ đều có một tính cách, một lối sống riêng: chị cả Thu Huệ đảm đang, dịu dàng, điềm đạm; "chị hai" Anh Thư xinh đẹp, sắc sảo, thực dụng; cô út Ánh Dương bộc trực, hoang dã, tính tình như một cậu con trai. Tuy cả ba chị em đều gặp phải những biến cố trong cuộc sống, nhưng họ may mắn có chung một điểm tựa là ông Sơn (Trung Anh) - một người bố tận tụy, hết mực yêu thương các con. Sau nhiều biến cố, cuối cùng, ba cô con gái đều nhận ra hạnh phúc lớn nhất mà họ có được chính là một người bố luôn sẵn sàng bao bọc và nói "về nhà đi con" bất cứ khi nào họ cần một mái ấm...

## Diễn viên

### Diễn viên chính[4]
- Trung Anh trong vai Ông Sơn
- Thu Quỳnh trong vai Thu Huệ
- Bảo Thanh trong vai Anh Thư
- Bảo Hân trong vai Ánh Dương
- Quốc Trường trong vai Vũ
- Trọng Hùng trong vai Khải
- Hoàng Dũng trong vai Ông Luật
- Ngân Quỳnh trong vai Bà Giang
- Quang Anh trong vai Bảo
- Tuấn Tú trong vai Quốc

### Diễn viên phụ
- Hoàng Anh Vũ trong vai Dũng
- Phùng Khánh Linh trong vai Linh
- Quỳnh Nga trong vai Nhã
- Tiến Lộc trong vai Thành
- Hoàng Kim Ngọc trong vai Uyên
- Ngô Thủy Tiên trong vai Liễu
- Đào Hoàng Yến trong vai Cô Xuyến
- Thúy Hà trong vai Cô Hạnh/Bà Bích
- Vương Anh trong vai Quang[5]
- Trần Nhượng trong vai Sếp của Thư
- Tiến Mộc trong vai Bố của Bà Bích
- Minh Nguyệt trong vai Mẹ của Bà Bích

### Ngoại truyện
- Lê Na trong vai Ánh
- Mạnh Quân trong vai Quân
- Maya trong vai Trang (Mẹ của Bảo)

Cùng một số diễn viên khác...

## Ca khúc trong phim
Bài hát trong phim là ca khúc "Cảm ơn con nhé" do nhạc sĩ Quốc An sáng tác và trình bày.

## Sản xuất
Đạo diễn của bộ phim là Nguyễn Danh Dũng; đây là lần hợp tác tiếp theo của anh sau các tác phẩm cũ. Thu Thủy, Khánh Hà, Thủy Tiên, Thu Trang là những người viết kịch bản. Đề tài của tác phẩm được cho là có rất ít phim khai thác từ trước đến nay.
Đây là vai diễn đầu tay của Bảo Hân và cũng là lần đầu tiên cô được mời đảm nhận vai chính trong một bộ phim dù chỉ mới 19 tuổi và trước đó chưa từng học qua trường lớp đào tạo diễn xuất nào. Phim còn có sự góp mặt của Ngân Quỳnh và đánh dấu sự trở lại của Tuấn Tú không lâu sau thời gian dài xin rút khỏi lĩnh vực nghệ thuật.

## Đón nhận
Mặc dù đề tài phim chỉ xoay quanh cuộc sống gia đình Việt Nam quen thuộc, Về nhà đi con đã tạo nên một cơn sốt trên phim truyền hình Việt Nam nói chung và VTV nói riêng trong năm 2019, trở thành món ăn tinh thần của một bộ phận phần đông khán giả phim truyền hình Việt Nam trong suốt thời gian phát sóng. Với chỉ vỏn vẹn khoảng 30 phút mỗi tập, cùng với thời lượng dành cho quảng cáo không hề ít nhưng qua hơn 85 tập phim vẫn không hề giảm nhiệt.
Các đoạn trích hay phần giới thiệu trước của mỗi tập thu hút hàng triệu lượt xem trên các nền tảng mạng xã hội khác nhau. Sự đón nhận của khán giả lúc đó lớn đến nỗi thậm chí có diễn viên đã bị cộng đồng mạng tấn công và lăng mạ chỉ vì một vai diễn phản diện trong phim.
Sức hút của bộ phim được cho là xuất phát từ sự lan truyền trên mạng xã hội. Ngoài ra nguyên nhân cho sự đón nhận của khán giả đối với bộ phim còn nằm ở kịch bản độc đáo, có cốt truyện được lấy cảm hứng từ Khi đàn ông góa vợ bật khóc, một bộ phim từng ăn khách trên sóng VTV năm 2013.

## Giải thưởng
| Năm  | Giải thưởng                                | Hạng mục                                | (Người) đề cử    | Kết quả        | Tham khảo |
| ---- | ------------------------------------------ | --------------------------------------- | ---------------- | -------------- | --------- |
| 2019 | Ấn tượng VTV                               | Nam diễn viên ấn tượng                  | Quốc Trường      | Đề cử          |           |
| 2019 | Ấn tượng VTV                               | Nam diễn viên ấn tượng                  | NSND Trung Anh   | Đoạt giải      | [ 11 ]    |
| 2019 | Ấn tượng VTV                               | Phim truyền hình ấn tượng               | —                | Đoạt giải      | [ 11 ]    |
| 2019 | Ấn tượng VTV                               | Nữ diễn viên ấn tượng                   | Bảo Thanh        | Đoạt giải      | [ 11 ]    |
| 2019 | Ấn tượng VTV                               | Nữ diễn viên ấn tượng                   | Thu Quỳnh        | Đề cử          | [ 12 ]    |
| 2019 | Ấn tượng VTV                               | Nữ diễn viên ấn tượng                   | Bảo Hân          | Đề cử          | [ 12 ]    |
| 2019 | Liên hoan Truyền hình Toàn quốc lần thứ 39 | Phim truyện truyền hình                 | —                | Đoạt giải      | [ 13 ]    |
| 2019 | Liên hoan Truyền hình Toàn quốc lần thứ 39 | Kịch bản xuất sắc                       |                  | Đoạt giải      | [ 13 ]    |
| 2019 | Liên hoan Truyền hình Toàn quốc lần thứ 39 | Nữ diễn viên xuất sắc                   | Thu Quỳnh        | Đoạt giải      | [ 13 ]    |
| 2019 | Giải Mai Vàng                              | Bộ phim được yêu thích nhất             | —                | Đoạt giải      | [ 14 ]    |
| 2019 | WeChoice Awards 2019                       | Bộ phim truyền hình được yêu thích nhất | —                | Đoạt giải      | [ 15 ]    |
| 2019 | Giải Cánh diều                             | Phim truyện truyền hình                 | —                | Cánh diều vàng | [ 16 ]    |
| 2019 | Giải Cánh diều                             | Đạo diễn xuất sắc                       | Nguyễn Danh Dũng | Đoạt giải      | [ 16 ]    |
| 2019 | Giải Cánh diều                             | Diễn viên triển vọng                    | Bảo Hân          | Đoạt giải      | [ 16 ]    |
| 2019 | Asia Artist Awards                         | Nghệ sĩ Việt Nam xuất sắc               | Quốc Trường      | Đoạt giải      | [ 17 ]    |
| 2019 | Asia Artist Awards                         | Nghệ sĩ Việt Nam xuất sắc               | Bảo Thanh        | Đoạt giải      | [ 17 ]    |

### Khen tặng
Ngày 21 tháng 8 năm 2019, Bộ trưởng bộ Văn hóa, Thể thao và Du lịch đã trao tặng Bằng khen cho hai tập thể: Trung tâm Sản xuất phim truyền hình Việt Nam, Đài truyền hình Việt Nam và nhóm biên kịch của bộ phim.
Ngoài ra, Bộ Văn hóa, Thể thao và Du lịch cũng trao Bằng khen cho 13 cá nhân gồm các nghệ sĩ tham gia sản xuất, thực hiện bộ phim, bao gồm: Nguyễn Danh Dũng - đạo diễn, Trần Anh Phương - Đạo diễn hình ảnh, Đặng Trọng Tuân - Họa sĩ thiết kế mỹ thuật và các diễn viên: Hoàng Dũng, Trung Anh, Thu Quỳnh, Bảo Thanh, Bảo Hân, Quốc Trường, Thúy Hà, Ngân Quỳnh, Tuấn Tú và Quang Anh.

## Các phần phim khác

### Ngoại truyện
Sau kết thúc của Về nhà đi con, nhà đài ê-kíp làm phim đã quyết định quay thêm 5 tập ngoại truyện của Về Nhà Đi Con, phim hiện nay được phát hành đầy đủ trên ứng dụng VTV Giải trí.